# Teatro dal Verme

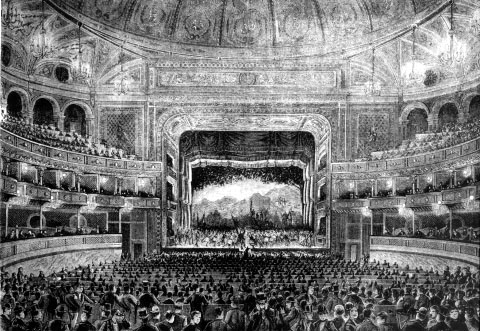
Interior do teatro, por volta de 1875

Teatro Dal Verme é um teatro em Milão, Itália, na Via San Giovanni sul Muro, no local do antigo teatro privado do Politeama Ciniselli. Foi desenhado por Giuseppe Pestagalli a uma comissão do Conde Francesco Dal Verme, e era usado principalmente para jogos e ópera ao longo do século XIX e início do século XX. Hoje, o teatro não é mais usado para a ópera, e é um local para shows, peças teatrais e apresentações de dança, bem como exposições e conferências.